# Horné Naštice
Horné Naštice (in ungherese: Felsőneszte) è un comune della Slovacchia facente parte del distretto di Bánovce nad Bebravou, nella regione di Trenčín.